# Campeonato Europeo de Rugby League División B 2018
El Campeonato Europeo de Rugby League División B de 2018 fue la novena edición del torneo de segunda división europeo de Rugby League.

## Equipos
- España
- Rusia
- Serbia

## Posiciones
| Equipo | Encuentros | Encuentros | Encuentros | Encuentros | Tantos  | Tantos    | Tantos     | Puntos |
| Equipo | jugados    | ganados    | empatados  | perdidos   | a favor | en contra | diferencia | Puntos |
| ------ | ---------- | ---------- | ---------- | ---------- | ------- | --------- | ---------- | ------ |
| Rusia  | 2          | 1          | 0          | 1          | 60      | 50        | +10        | 2      |
| España | 2          | 1          | 0          | 1          | 52      | 48        | +4         | 2      |
| Serbia | 2          | 1          | 0          | 1          | 42      | 56        | -14        | 2      |

### Resultados
| 6 de octubre | España | 32 - 24 | Rusia |  |  |

| 13 de octubre | Rusia | 36 - 18 | Serbia |  |  |

| 20 de octubre | Serbia | 24 - 20 | España |  |  |

| Bandera de Rusia |
| Campeón Rusia    |
| Tercer título    |